# Beechcraft C-12 Huron
El Beechcraft C-12 Huron es la denominación militar que reciben los aviones bimotor turbohélice derivados de la aeronave civil Beechcraft Super King Air, diseñado y producido por el fabricante aeronáutico estadounidense Beechcraft. El C-12 es empleado por la Fuerza Aérea, Ejército, Armada y la Infantería de Marina de los Estados Unidos, la Fuerza Aérea Argentina y en la Fuerza Aérea Griega. 
Estas aeronaves se emplean para diversos usos, entre los que se encuentran el apoyo a embajadas, evacuación médica y el transporte de personas y cargas ligeras. Algunas aeronaves también han sido modificadas con sistemas de vigilancia, entre las que se encuentran las variantes Cefly Lancer, Guardrail y Project Liberty.

## Diseño y desarrollo
Los primeros modelos C-12A entraron en servicio con el Ejército estadounidense en 1974 y se usaron como aviones de enlace y transportes de personal en general. El avión era esencialmente un Super King Air 200 comprado sin modificar, propulsado por los motores estándar del modelo, los Pratt & Whitney Canada PT6A-41.
La Armada estadounidense hizo lo mismo en 1979, encargando una versión del Super King Air A200C (modificada con una compuerta de carga de 1,32x1,32 m, desde el Super King Air 200C), designándola UC-12B, para realizar tareas de apoyo logístico entre las bases e instalaciones aéreas navales y del Cuerpo de Marines, y otras actividades, tanto en los estados continentales como en ultramar. La cabina puede acomodar fácilmente carga, pasajeros, o ambos. También está equipada para llevar pacientes en camilla en misiones de evacuación médica. Hasta 1982, la Armada había ordenado 64 de estos aviones.
El MC-12W Liberty fue una versión del avión de la USAF, utilizada para realizar tareas de vigilancia, principalmente sobre Afganistán e Irak. Para esta variante, Beechcraft construía el avión básico y luego lo enviaba a Greenville (Texas), donde L-3 Communications Missions Integration le instalaba equipo sofisticado de inteligencia, vigilancia y reconocimiento (ISR). En 2013, el programa Liberty había excedido las 300 000 h de vuelo de combate. El MC-12W se introdujo rápidamente en combate como activo complementario de vigilancia e inteligencia de señales; desde su primera misión de combate el 10 de junio de 2009, los aviones volaron 400 000 h de combate en 79 000 salidas, ayudando en la muerte o captura de "más de 8000 terroristas" y descubriendo 650 depósitos de armas. Haciéndose cargo de sus tareas la creciente flota de MQ-9 Reaper, la Fuerza Aérea decidió despojarse de los 41 aviones Liberty y devolverlos al Ejército y al Mando de Operaciones Especiales estadounidenses, proceso que fue completado en octubre de 2015. El despliegue final de MC-12W por la Fuerza Aérea en apoyo a la Operación Libertad Duradera finalizó el 13 de octubre del mismo año.

### C-12J
Para cubrir las necesidades de transporte de grupos más grandes, el Ejército estadounidense compró seis aviones C-12J, basados en el avión comercial regional Beechcraft 1900C. Uno de los C-12J militares se usa en pruebas de interferencias del GPS con el 586th Flight Test Squadron, Holloman AFB (Nuevo México). Otro avión está destinado en el 517th Airlift Squadron, Base Elmendorf de la Fuerza Aérea, Alaska. Tres aparatos estuvieron destinados en el 55th Airlift Flight, Base Aérea de Osan, Corea del Sur. Estos han sido resituados en el 459th Airlift Squadron, Base Aérea de Yokota, Japón. Los dos restantes son usados por la Aviación del Ejército estadounidense.

### TC-12B
El TC-12B Huron fue una versión bimotora presurizada del Beechcraft Super King Air 200. Veinticinco ejemplares sirvieron con la Armada estadounidense en el Training Squadron 35 (Escuadrón de Entrenamiento, VT-35), el único escuadrón de TC-12B Huron de la Armada, basado en la Estación Aeronaval de Corpus Christi, Texas, hogar de la Training Air Wing 4 (Ala Aérea de Entrenamiento, TAW-4). La Armada retiró y reemplazó estos aviones el 16 de mayo de 2017, recayendo actualmente el entrenamiento de polimotores sobre el T-44C.
Aunque los aviones 1900 de la serie UD fueron fabricados exclusivamente para uso militar, las fuerzas armadas estadounidenses y otras organizaciones militares y gubernamentales usan aviones 1900 de otras series, como la 1900C de la serie UB, y la 1900D, que se pueden encontrar en otros lugares.

## Variantes

### Basadas en el King Air 200

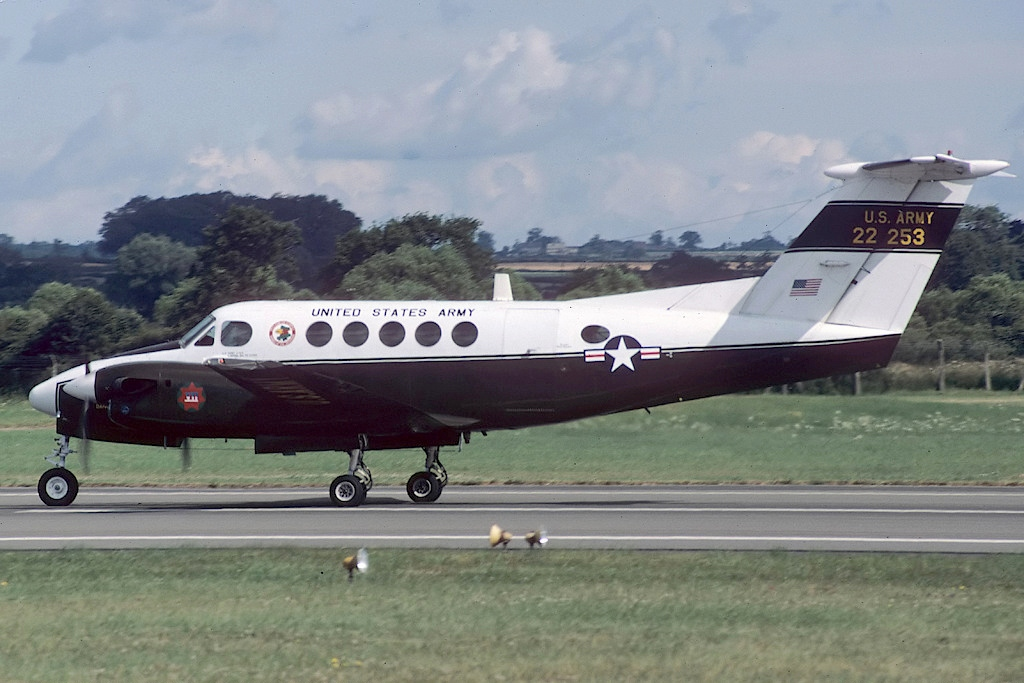
Un C-12A del Ejército estadounidense.

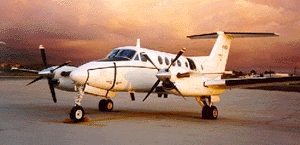
Un C-12F de la Armada estadounidense.

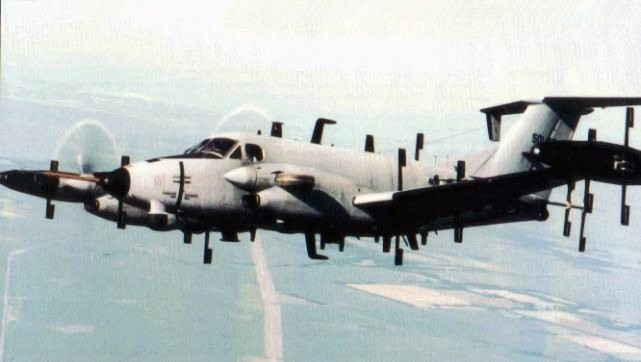
Avión RC-12N Guardrail del proyecto Common Sensor.

C-12A
Usado por el Ejército y la Fuerza Aérea estadounidenses como transporte de enlace y destacamento. Basado en el King Air A200, con motores PT6A-38 de 560 kW (750 shp) y moviendo hélices tripala, normalmente con asientos para ocho pasajeros. 60 ejemplares entregados al Ejército y 30 a la USAF, con uno a la Fuerza Aérea griega. Los supervivientes fueron más tarde modernizados al estándar C-12C.
UC-12B
Versión de la Armada/Cuerpo de Marines estadounidenses con compuerta de carga adicional y propulsada por motores PT6A-41 de 630 kW (850 shp). Basada en el King Air A200C. 66 construidos.
NC-12B
Conversión de UC-12B como bancada de sonoboyas, equipada con cuatro lanzadores de sonoboyas. Uno convertido.
TC-12B
Versión de entrenamiento de la Armada estadounidense desarrollada por conversión de células UC-12B excedentes. 20 convertidos.
C-12C
Basado en el C-12A, pero con motores PT6A-41 de 630 kW (850 shp). 14 aviones nuevos construidos para el Ejército, junto con C-12A convertidos.
C-12D
Versión del Ejército y de la Fuerza Aérea estadounidenses. Basada en el King Air A200CT, con motores PT-6A-41 o PT-6A-42 de 850 shp. Los cambios incluyen mayor compuerta de carga, tren de aterrizaje de "alta flotación" (una opción de Beechcraft con mayores ruedas del tren principal para usarse en pistas no preparadas) y provisión para depósitos de combustible de punta alar. Cuarenta construidos por el Ejército y seis para la Fuerza Aérea.
RC-12D
Aviones SIGINT de misión especial para el Ejército, equipados con el sistema SIGINT Guardrail V. 13 ejemplares desde C-12D, con uno deconvertido al estándar C-12D.
UC-12D
Basado en el King Air A200CT (números de serie BP-7 a BP-11).
C-12E
Propuestos aviones C-12A actualizados con motores PT-6A-42 para la USAF. Programa cancelado sin conversión de aviones.
C-12F
Aviones de apoyo operacional para la USAF y el Ejército, propulsados por motores PT6A-42. Cuarenta ejemplares (más tarde conocidos como C-12F3), basados en el King Air 200C con hélices de cuatro palas, alquilados desde 1984 (y luego comprados) por la USAF, con seis más entregados a la Guardia Aérea Nacional. El Ejército estadounidense compró 12 aviones basados en el King Air A200CT con hélices de tres palas en 1985 (más tarde conocidos como C-12F1) y 8 más basados en el King Air 200C, pero con hélices de tres palas (más tarde C-12F-2).
RC-12F
Versión de la Armada del UC-12F, modificada con radar de búsqueda de superficie AN/APS-140/504. Dos convertidos para realizar tareas de vigilancia en la Pacific Missile Range Facility. El radar fue más tarde desmontado y el avión convertido para realizar tareas de apoyo operacional.
UC-12F
Versión de la Armada basada en el King Air B200C, propulsada por PT6A-41 moviendo hélices tripala. Doce operativos desde 1982. La cabina fue actualizada al Proline 21.
RC-12G
Versión del Ejército usada para dar apoyo de inteligencia táctica a tiempo real bajo el programa Crazyhorse. Basado en el C-12D, tres construidos.
RC-12H
Aviones SIGINT del campo de batalla de misión especial para el Ejército, basado en el C-12D y equipado con el sistema SIGINT Guardrail/Common Sensor 3 (Minus). Seis construidos.
C-12L
Tres A200 adquiridos para su uso en el programa Cefly Lancer como RU-21J; CEFLY es el acrónimo de Communications and Electronics Forward Looking Flying. En 1984, los tres aviones fueron modificados con nuevos interiores vip y regresaron al Ejército estadounidense como C-12L.
UC-12M
Aviones de apoyo para la Armada, basados en el King Air B200C. Doce construidos.
RC-12M
Conversiones de UC-12M para realizar tareas de vigilancia con radar de búsqueda de superficie AN/APS-140/504. Dos convertidos.
C-12R
Aviones de apoyo para el Ejército basados en el King Air B200C, propulsados por motores PT6A-42 de 630 kW (850 shp) moviendo hélices de cuatro palas, y con instrumentación de cabina cabina de cristal EFIS. 29 construidos. Las modificaciones para la administración global de tráfico aéreo recibieron la designación C-12R1.
C-12T
Modernización de anteriores C-12F del Ejército con instrumentación de cabina mejorada.
C-12U
Actualización para C-12T del Ejército con instrumentación de cabina mejorada para cubrir las directivas de la administración global de tráfico aéreo.
RU-21J
Aviones ELINT del campo de batalla de misión especial. Tres A200 comprados por el Ejército para su uso en el programa Cefly Lancer a principios de los años 70.
C-12V
C-12R actualizados con el Proline 21 FMS.

### Basadas en el King Air 300
MARSS
Plataforma ISR MULTI-INT. El MARSS proporciona al mando la capacidad de recogida de multiinteligencia para detectar, identificar e informar de forma precisa de amenazas, casi en tiempo real. Capacidades IMINT, COMINT e interceptación de ELINT. En junio de 2021 se habían creado 11 MARSS a partir de aviones Beechcraft King Air B-300.

### Basadas en el King Air 350

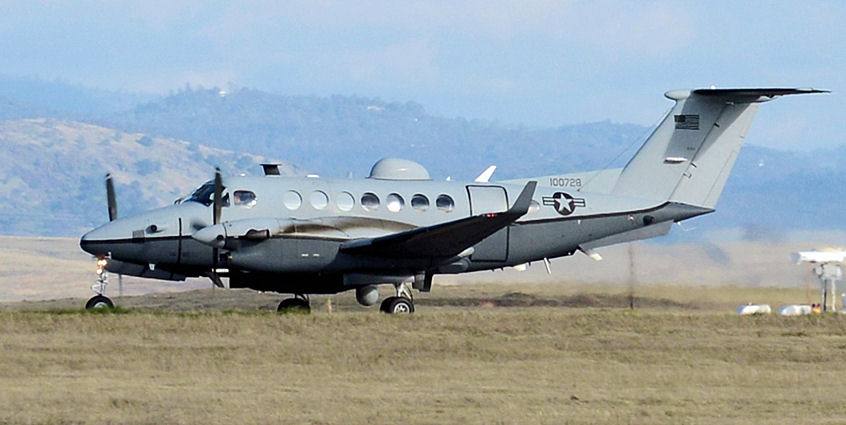
MC-12W Liberty.

C-12S
Versión del Ejército estadounidense basada en el King Air 350, con asientos para 8 a 15 pasajeros y capacidad de conversión rápida para carga.
MC-12W
Versión de la USAF modificada para realizar tareas de Inteligencia, Vigilancia y Reconocimiento (ISR); originalmente, 8 King Air 350 y 29 King Air 350ER, y acabando con 42 350ER (incluyendo una pérdida en combate). En servicio desde junio de 2009 en Irak y Afganistán, y globalmente con el USSOCOM. Todos los aviones fueron transferidos al USSOCOM, Ejército y otras agencias gubernamentales en 2015. La Real Fuerza Aérea Canadiense encargó 3 ejemplares similares, si no iguales.
UC-12W
Versión de la Armada basada en el King Air 350.
MC-12S (EMARSS-S)
Nomenclatura del Ejército estadounidense para los aviones MC-12W modificados.

### Basadas en el Beechcraft 1900

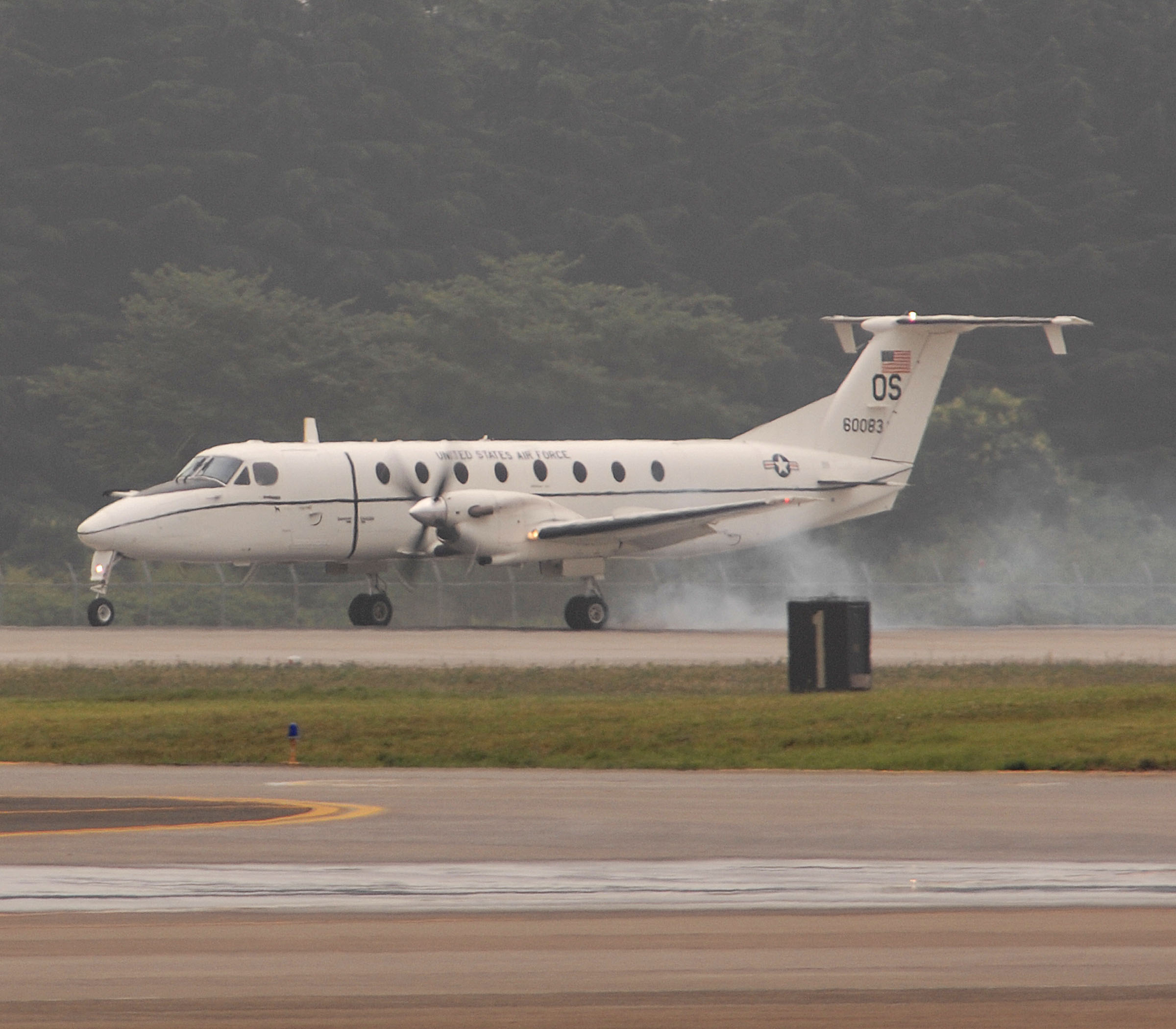
Un Beech C-12J Huron de la USAF aterriza en la Base Aérea de Yokota, Japón, el 29 de junio de 2007.

C-12J
Usados por las Fuerzas Aéreas del Pacífico de la USAF, y el Mando de Material de la Fuerza Aérea. Lleva 2 tripulantes y 19 pasajeros. El C-12J está basado en el Beechcraft 1900C y lleva los números de serie UD-1 a UD-6. La Fuerza Aérea utiliza actualmente solo 4 C-12J. Tres son operados por el 459th Airlift Squadron en la Base Aérea de Yokota, Japón, y uno por el Mando de Material de la Fuerza Aérea en la Holloman AFB (Nuevo México). El Ejército tiene C-12J en uso.

### Variantes militares especiales
Las siguientes variantes del RC-12, aunque similares a los anteriores RC-12 basados en el KA-200, presentan fuselajes especialmente construidos que combinan motores actualizados (PT6A-67 de 1100 shp) y modernizaciones estructurales (cambiando la tradicional cola en T de los KA-200/300/350 por la cola en T modificada del 1900, para compensar el par de torsión y la aerodinámica, y recibiendo largueros reforzados para compensar el peso cargado máximo aumentado (hasta las 16 500 lbs)).
RC-12K
Aviones SIGINT para el Ejército estadounidense basados en el King Air A200CT, con motores PT-6A-67 de 890 kW (1200 shp) moviendo hélices de cuatro palas, y con peso máximo al despegue aumentado de 7260 kg. Equipados con el sistema Guardrail/Common Sensor System 4. Nueve construidos.
RC-12N
Aviones SIGINT para el Ejército estadounidense basados en la célula del King Air A200CT/C-12F con motores PT-6A-67 de 890 kW (1200 shp) moviendo hélices de cuatro palas, y peso máximo al despegue de 7350 kg. Equipados con el sistema Guardrail/Common Sensor System 1. 15 C-12F convertidos a este estándar.
RC-12P
Aviones SIGINT para el Ejército estadounidense basados en la célula del A200CT/C-12F con motores PT-6A-67 de 890 kW (1200 shp) moviendo hélices de cuatro palas, y peso máximo al despegue de 7350 kg. Equipados con el sistema Guardrail/Common Sensor System 2. 9 construidos.
RC-12Q
Aviones SIGINT para el Ejército estadounidense similares al RC-12P y con los mismos sensores Guardrail/Common Sensor System 2, pero con antena de comunicaciones satelital en radomo dorsal. Tres construidos.
RC-12X, X+
Plataforma de recogida de inteligencia. 14 encargados, el primero entregado al Ejército estadounidense en enero de 2011.
Nota: las fuerzas armadas estadounidenses también utilizan otras versiones del King Air bajo otras designaciones, incluyendo las series C-6 Ute y T-44. Además, existe una serie de aviones Beechcraft 1900 que son operados por militares con matrículas civiles, usando las designaciones civiles del modelo.

## Operadores
| Argentina - Fuerza Aérea Argentina: 12 aviones TC-12B ordenados, 6 recibidos. - Armada Argentina: 2 aviones TC-12B, 2 recibidos. | Estados Unidos - Ejército de los Estados Unidos - Fuerza Aérea de los Estados Unidos - Infantería de Marina de los Estados Unidos | Grecia - Fuerza Aérea Griega |

## Especificaciones (C-12 Huron)
Referencia datos: Jane's All the World's Aircraft 2005-2006

### Características generales
- Tripulación: Uno-cinco
- Capacidad: 13 pasajeros
- Longitud: 13,3 m (43,8 ft)
- Envergadura: 16,6 m (54,5 ft)
- Altura: 4,6 m (15,1 ft)
- Superficie alar: 28,1 m² (302,5 ft²)
- Perfil alar: raíz: NACA 23018; punta: NACA 23012[36]
- Peso vacío: 3518 kg (7753,7 lb)
- Planta motriz: 2× turbohélice Pratt & Whitney Canada PT6A-42.
  - Potencia: 630 kW (869 HP; 857 CV) cada uno.
- Hélices: 1× Cuatripala Hartzell de velocidad constante por motor.
- Capacidad de combustible: 2556 l, 3919 l con depósitos de traslado

### Rendimiento
- Velocidad máxima operativa (Vno): 535 km/h (332 MPH; 289 kt) a 4572 m (15 000 pies)
- Alcance: 2690 km (1452 nmi; 1671 mi) (C-12J)[37]
- Alcance en ferry: 3300 km (C-12J con máximo combustible y reserva de 45 minutos)[37]
- Techo de vuelo: 11 000 m (36 089 ft)
- Régimen de ascenso: 12,4 m/s (2441 ft/min)
- Carga alar: 202 kg/m² (41,4 lb/ft²)
- Potencia/peso: 0,23 kW/kg (0,14 hp/lb)

## Aeronaves relacionadas

### Desarrollos relacionados
- Beechcraft Queen Air
- Beechcraft Super King Air
- Beechcraft Model 99

### Aeronaves similares
- IA-50 Guaraní II
- Embraer EMB 121 Xingu
- Cessna 425
- Cessna 441
- Piper PA-31T Cheyenne
- Mitsubishi MU-2

### Secuencias de designación
- Secuencia C-_ (Aviones de Carga estadounidenses, 1962-presente): ← C-10 (I) - C-10 (II) - C-11 - C-12 - C-14 - C-15 - C-17 →